# Mark Sanders
Mark Sanders (Beckenham, 31 augustus 1960) is een Britse jazzdrummer van de moderne creatieve en vrije improvisatiemuziek.

## Biografie
Sander speelde voor het eerst met rockbands in de vroege jaren 1980, voordat zijn vriend Paul Rogers hem kennis liet maken met jazz. Zijn belangrijkste invloed is Will Evans. Eind jaren 1980 speelde hij improvisatiemuziek in duo's met Pat Thomas en Phil Durrant, maar ook met musici als Dudu Pukwana, Dick Heckstall-Smith en Peter Nu. Met de band Spirit Level speelde hij eind jaren 1980 ook op Europese festivals. In de jaren 1990 werd hij lid van de bands van zowel Evan Parker, met wie hij door Europa en Noord-Amerika toerde, als Elton Dean (eerst in een kwartet met Harry Beckett en Marcio Mattos, later met Paul Rogers en Howard Riley). Hij werd ook ingezet voor tal van opnamen van het Franse NATO-label, bijvoorbeeld met Mahmoud Ghania. Eind jaren 1990 trad hij toe tot de bandprojecten van Jah Wobble, waar hij concerten opnam en speelde met Harold Budd, Jaki Liebezeit, Bill Laswell, Graham Haynes, maar ook Gigi en andere wereldmuzikanten. Hij trad op met Derek Bailey, Ivo Perelman, Agustí Fernández, Paul Rutherford, Veryan Weston, Mark Hanslip en tal van andere improvisatiemuzikanten, voordat hij door Scandinavië toerde met Peter Brötzmann en Frode Gjerstad.
Hij toerde verschillende keren door Europa als SPEEQ met Hasse Poulsen, Luc Ex, Phil Minton en Sidsel Endresen. Hij heeft opgenomen met Evan Parker, Elton Dean, Larry Stabbins, Thomas Borgmann, het London Improvisers Orchestra, Jon Lloyd, Lotte Anker, Kris Wanders, Ken Vandermark, evenals met Frode Gjerstad en John Edwards.
Sanders heeft op verschillende momenten lesgegeven aan de Royal Academy of Music en de Guildhall School of Music.

## Discografie
- 2019: Rachel Musson, Pat Thomas, Mark Sanders: Shifa: Live at Cafe Oto